# Redmi K30
Redmi K30 (також в Індії відомий як POCO X2) — смартфон суббренду Xiaomi Redmi, що відноситься до серії Redmi K. Був представлений 10 грудня 2019 року разом з Redmi K30 5G. Це перші смартфони Xiaomi, що отримали екран з частотою оновлення 120 Гц.

## Дизайн
Задня панель та екран виконані зі скла Corning Gorilla Glass 5. Бокова частина виконана з пластику.
Redmi K30 та POCO X2 відрізняються лише логотипами брендів на задній панелі.
Знизу знаходяться роз'єм USB-C, динамік, мікрофон та 3.5 мм аудіороз'єм. Зверху розташовані другий мікрофон та ІЧ-порт. З лівого боку розміщений слот під 2 SIM-картки або 1 SIM-картку і карту пам'яті формату microSD до 256 ГБ. З правого боку знаходяться кнопки регулювання гучності та кнопка блокування смартфону, в яку вмонтований сканер відбитку пальця.
Redmi K30 продавався в 3 кольорах: синьому, фіолетовому та червоному.
POCO X2 продавався в 3 кольорах: Atlantis Blue (синій), Matrix Purple (фіолетовий) та Phoenix Red (червоний).
Redmi K30 5G продавався в 4 кольорах: синьому, фіолетовому, червоному та білому.

## Технічні характеристики

### Платформа
Redmi K30 отримав процесор Qualcomm Snapdragon 730G з графічним процесором Adreno 618, а K30 5G — Snapdragon 765G з графічним процесором Adreno 620.

### Акумулятор
Redmi K30 та K30 5G отримали акумулятор об'ємом 4500 мА·год. Redmi K30 має підтримку 27-ватної швидкої зарядки, а K30 5G — 30-ватної.

### Камера
Смартфони отримали основну квадрокамеру з ширококутним об'єктивом на 64 Мп зі світлосилою f/1.89 та фазовим автофокусом, надширококутним на 8 Мп зі світлосилою f/2.2, сенсором глибини на 2 Мп зі світлосилою f/2.4 та макрооб'єктивом на 2 Мп в Redmi K30 та на 5 Мп в K30 5G, який в обох має світлосилу f/2.4. Основна камера обох моделей вміє записувати відео в роздільній здатності 4K@30fps.
Також смартфони отримали подвійну фронтальну камеру 20 Мп, f/2.2 (ширококутний) + 2 Мп, f/2.4 (сенсор глибини), що вміє записувати відео в роздільній здатності 1080p@30fps.

### Екран
Екран IPS LCD, 6.67", FullHD+ (2400 × 1080) зі щільністю пікселів 395 ppi, співвідношенням сторін 20:9, підтримкою технології HDR10, частотою оновлення 120 Гц та двома вирізами під дві фронтальні камери, програмно об'єднані в овал, що розміщеними у верхньому правому кутку.

### Пам'ять
Смартфони продавалися в комплектаціях 6/64, 6/128, 8/128 та 8/256 ГБ.

### Програмне забезпечення
Redmi K30 та K30 5G були випущені на китайській версії MIUI 11 на базі Android 10 і були оновлені до MIUI 13 на базі Android 12.
POCO X2 був випущений з MIUI 11 для POCO на базі Android 10. Був оновлений до MIUI 12.5 для POCO на базі Android 11. Планувалося, що він оновиться на MIUI 13 для POCO на базі Android 12 але поки прошивка тестувалася підтримка пристрою була припинена.

## Redmi K30 5G Speed
Redmi K30 5G Speed (також відомий Redmi K30 5G Racing або Extreme) — покращена версія Redmi K30 5G, що отримала більш потужний процесор Snapdragon 768G та новий м'ятний колір. Був представлений 11 травня 2020 року і продавався в конфігурації 6/128 ГБ.

## Redmi K30i
Redmi K30i — спрощена версія Redmi K30 5G, що отримала основний ширококутний модуль камери на 48 Мп, в порівнянні з 64 Мп модулем у K30 5G. Був представлений 25 травня 2020 року і продавався в конфігурації 6/128 ГБ.